# Stachylina magna
Stachylina magna är en svampart som beskrevs av Indoh, Lichtw. & Kobayasi 1988. Stachylina magna ingår i släktet Stachylina och familjen Harpellaceae.   Inga underarter finns listade i Catalogue of Life.